# Абель Гомес Морено
Абель Гомес Морено (ісп. Abel Gómez Moreno, нар. 20 лютого 1982, Севілья) — іспанський футболіст, що грав на позиції півзахисника. По завершенні ігрової кар'єри — тренер. З 2021 року очолює тренерський штаб команди «Райо Махадаонда».

## Ігрова кар'єра
Народився 1982 року в Севільї. У дорослому футболі дебютував 2000 року виступами за команду «Севілья Атлетіко», в якій провів чотири сезони, взявши участь у 97 матчах третього іспанського дивізіону. Згодом грав за другу команду «Малаги» в Сегунді, а 2006 року став гравцем команди «Реал Мурсія», в якій відразу став гравцем основного складу і допоміг їй у першому ж сезоні здобути підвищення в класі. Таким чином в сезоні 2007/08 дебютував у Ла-Лізі. Однак в елітному дивізіоні команді закріпитися не вдалося и вона відразу ж його залишила.
Влітку 2008 року став гравцем румунської «Стяуа», утім за декілька місяців її залишив, провівши за цей час лише дві гри. По ходу сезону 2008/09 приєднався до «Хереса», допомігши його комнаді того ж сезону уперше в історії пробитися до Ла-Ліги. Утім, як і у випадку з «Реал Мурсія», команда протрималася в еліті лише один сезон, по завершенні якого Абель її залишив.
2010 року уклав контракт з «Гранадою», яка стала третьою іспанською командою поспіль, у складі якої Абель у першому ж сезоні після приходу здобував підвищення в класі до найвищого дивізіону. Згодом півзахисникові вдалося учетверте допомогти своїй команді здобути право виступів у Ла-Лізі, цього разу це була «Кордова», кольори якої він захищав протягом 2012—2015 років. Щоправда цього разу це відбулося на другий рік виступів за команду. А сезон 2014/15 став для гравця останнім у кар'єрі проведеним в елітному іспанському дивізіоні.
Згодом грав за «Кадіс» і «Лорку», в яких у першому ж сезоні після приходу до команди також допомогав підвищитися в класі, щоправда цього разу з третього до другого дивізіону. Першу половину 2018 року грав за «УКАМ Мурсія», після чого завершуав ігрову кар'єру в «Атлетіко Санлукеньйо», за яку виступав протягом 2018—2019 років у Сегунді Б.

## Кар'єра тренера
Заевршивши виступи на футбольному полі 2019 року, залишився у структурі «Атлетіко Санлукеньйо», обійнявши посаду головного тренера команди.
2021 року очолив тренерський штаб іншої третьолігової команди «Райо Махадаонда».